# Listă de sculptori austrieci
Aceasta este o listă de sculptori austrieci.

## A
Joannis Avramidis - 

## B
Rudolf Bacher - Otto Beckmann - Ignaz Bendl - Johann-Georg Bendl - Franz Xavier Bergman - Karl Bitter - Eduard Bitterlich - Joseph Boehm - Matthias Braun -

## D
Matthäus Donner - Georg Rafael Donner - 

## F
Bernd Fasching - Anton Dominik Fernkorn - Ernst Fuchs -

## G
Joseph Gasser von Valhorn - Bruno Gironcoli  - Heinz Goll - Edwin Grienauer - Chaim Gross - 

## H
Victor Hammer - Anton Hanak - Alfred Hrdlicka - Friedensreich Hundertwasser - 

## J
Hans von Judenburg - 

## K
Ludwig Kasper - Manfred Kielnhofer - Christof Fidelis Kimmel - Joseph Knabl - Kiki Kogelnik -

## L
Josef Lorenzl -

## M
Marianne Maderna - Anna Mahler - Lorenzo Mattielli - Franz Xaver Messerschmidt - Balthasar Ferdinand Moll - Josef Moriggl - 

## N
Nilbar Gures - 

## P
Balthasar Permoser - Ambrosius Petruzzy - 

## R
Adam Rammelmeyer - Franz Rosei -

## S
Othmar Schimkowitz - Anton Schuchbauer - Ludwig Michael Schwanthaler - Willi Soukop - Matthias Steinl - Philipp Jakob Straub - Roman Strobl - Paul Strudel - Peter Strudel -

## T
Josef Hermann Tautenhayn - Oskar Thiede - Josef Thorak - Viktor Oskar Tilgner - Esin Turan - 

## W
Fritz Wotruba - 

## Z
Mathias Zdarsky - 